# Thomas Løvold
Thomas Løvold (n. 27 ianuarie 1981, Oslo, Norvegia) este un jucător de curl ce a reprezentat Norvegia, medaliat olimpic. A participat la o ediție a Jocurilor Olimpice (2010) în care a câștigat o medalie de argint.

## Participări
Lista de mai jos prezintă principalele competiții la care a participat Thomas Løvold de-a lungul carierei.
- curling at the 2010 Winter Olympics – men's tournament[*]